# Mogata kyrka
Mogata kyrka är en kyrkobyggnad i Mogata socken i Söderköpings kommun, Östergötland.

## Föregående kyrka
På samma plats där den nuvarande kyrkan står fanns en medeltida kyrka, från åtminstone tidigt 1200-tal. Kyrkans långhus var omkring 12 x 7 meter stort och dess kor omkring 5,2 x 5 meter stort. Vid medeltiden slut utvidgades koret. Troligen var det då koret välvdes och försågs med kalkmålningar. Något senare uppfördes en sakristia norr om koret. Under senmedeltiden byggdes kyrktornet med murverk av gråsten och tegel. Åren 1704-1705 höjdes kyrktornet omkring en meter. Kyrkan stod kvar fram till 1842, då den revs. Det medeltida kyrktornet behölls dock i den nya kyrkan.

## Nuvarande kyrka
Nuvarande kyrka i nyklassicistisk stil uppfördes åren 1842-1844 av byggmästare Jonas Jonsson från Linköping. Medeltida kyrktornet behölls. Kyrkan består av ett rektangulärt långhus med rakt avslutat kor i öster och kyrktorn i väster. Ytterväggarna är spritputsade och målade i vitt. Långhuset täcks av ett skifferklätt sadeltak. En större renovering genomfördes åren 1921-1923 under ledning av arkitekten Axel Lindegren. Exteriören genomgick underhåll, kyrkorummets sittbänkar gjordes bekvämare, innerdörrar sattes in i långsidornas portaler och inredningen målades om. En restaurering genomfördes åren 1961-1963 under ledning av Kurt von Schmalensee. Ett nytt värmesystem med varmluft installerades och läktarunderbyggnaden tillkom. I samband med denna ombyggnad bröts korgolvet upp och gamla kyrkans grundmurar påträffades och dokumenterades. En renovering utfördes åren 1997 - 1998 av Lennart Kjellberg vid KB-konsult. Altarkorset återfick sin plats bakom altaret och ett av korfönstren försågs med en glasmålning av Bo Beskow.

## Inventarier
- Dopfunten är av kalksten och står i korets södra sida. Den är av gotländsk tillverkning från omkring 1300. Ovanpå funten ligger ett modernt dopfat av mässing.
- Predikstolen är samtida med nuvarande kyrka och byggd efter ritningar av arkitekt Carl-Gustaf Blom-Carlsson. Predikstolens fyrsidiga korg och tillhörande ljudtak är målade i ljusgrått med förgyllda lister och ornamentik.
- Nuvarande altare av släthuggen kalksten tillkom vid renoveringen 1963.
- En altaruppsats från 1716 hänger på södra väggen.

### Orgel
- 1753 bygger Jonas Wistenius, Linköping, en orgel med 8 stämmor.[1]
- 1846 bygger Anders Jonsson, Ringarum, en orgel med 9 stämmor. Bygger även en ny fasad.
- 1943 bygger E. A. Setterquist & Son, Örebro, en orgel med 16 stämmor.
- Nuvarande orgel är byggd 1980 av Åkerman & Lund Orgelbyggeri och har en orgelfasad byggd 1846 till tidigare orgel av Anders Jonsson. Orgeln är mekanisk.

| Huvudverk I       | Svällverk II     | Pedal      | Koppel |
| Flöjtprincipal 8’ | Gedackt 8’       | Subbas 16’ | I/P    |
| Rörflöjt 8’       | Coppula minor 4’ | Borduna 8’ | II/P   |
| Principal 4’      | Principal 2’     | Oktava 4'  | II/I   |
| Spetsflöjt 4’     | Quint 1 1⁄3’     | Fagott 16' |        |
| Quint 2 2⁄3'      | Superoktav 1'    |            |        |
| Flöjt 2’          | Fagott-Oboe 8'   |            |        |
| Ters 1 1⁄3'       | Tremulant        |            |        |
| Mixtur IV         |                  |            |        |